# Anajás
Anajás es un municipio brasileño del estado del Pará. Se localiza a una latitud 00º59'12" sur y a una longitud 49º56'24" oeste, estando a una altitud de 10 metros. Su población estimada en 2004 era de 20 460 habitantes.
Posee un área de 7022,2,9 km².